# 能剧

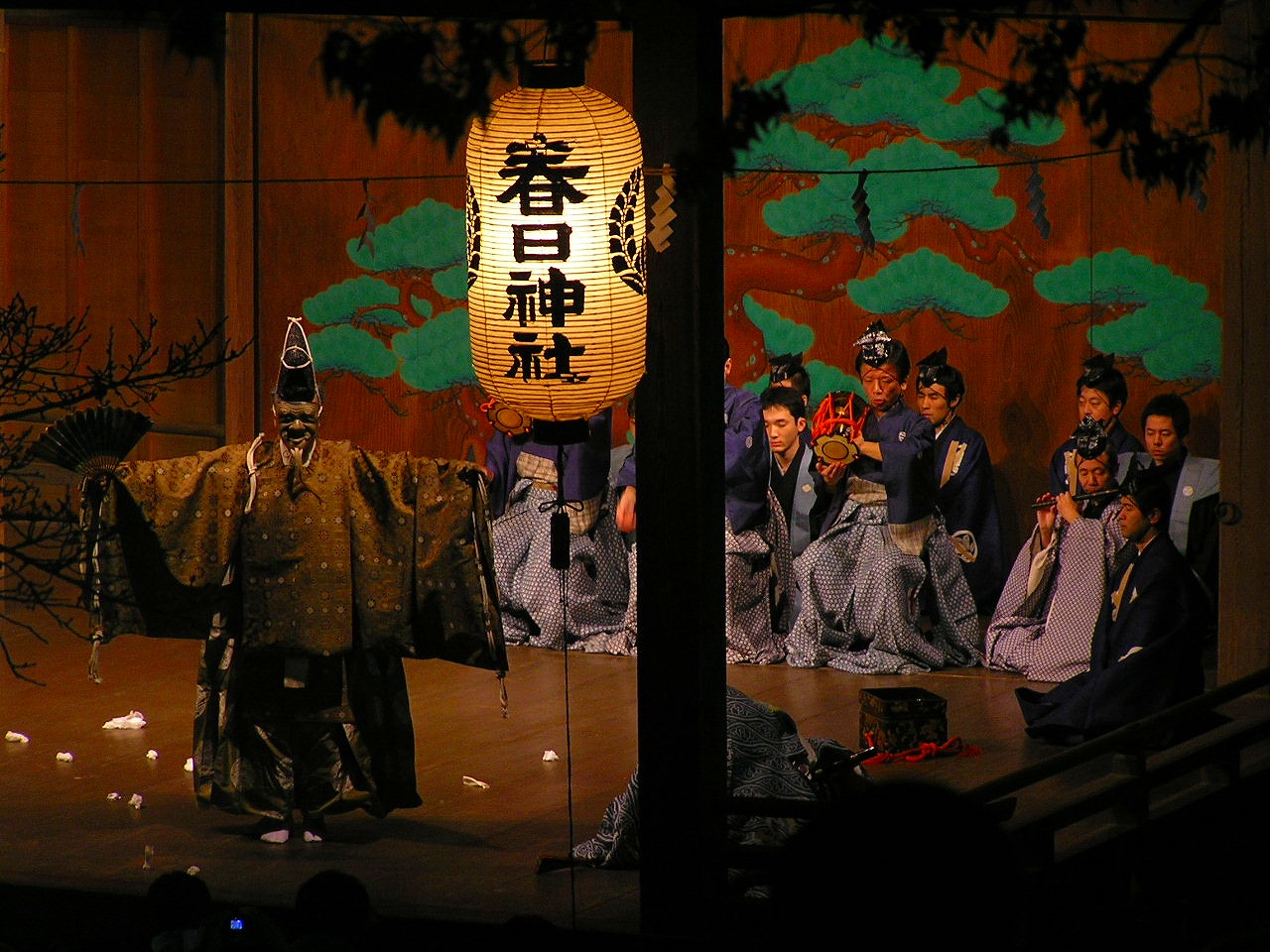
翁奉納（丹波篠山市 春日神社）

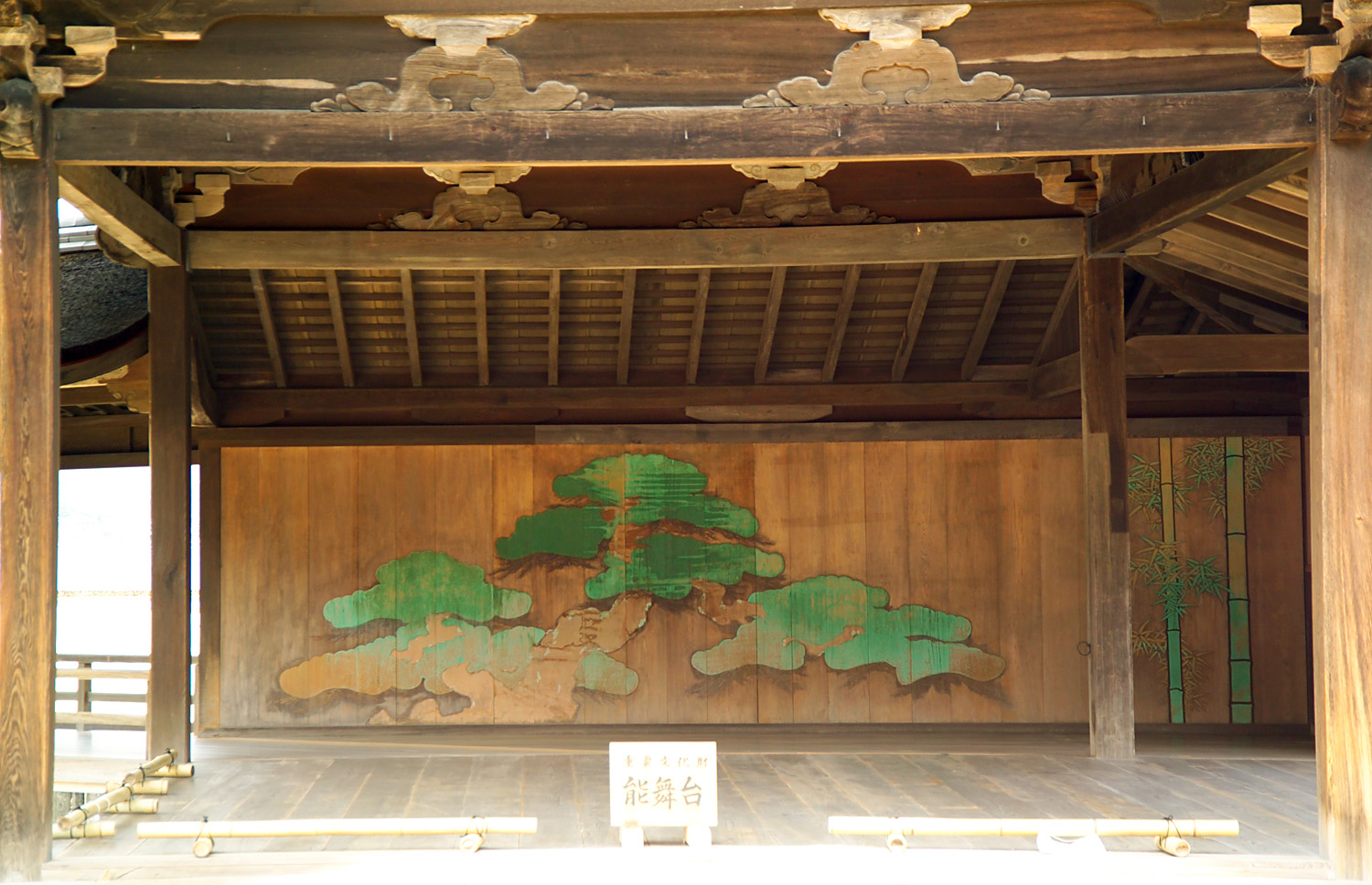
严岛神社的能舞台，建於17世紀

能（日语：／ nō），是日本独有的一种舞台艺术，為佩戴面具演出的一种古典歌舞剧 ，從镰仓时代後期到室町時代初期之间创作完成。能在日本作为代表性的传统艺术，与歌舞伎一同在国际上享有高知名度。

## 概要

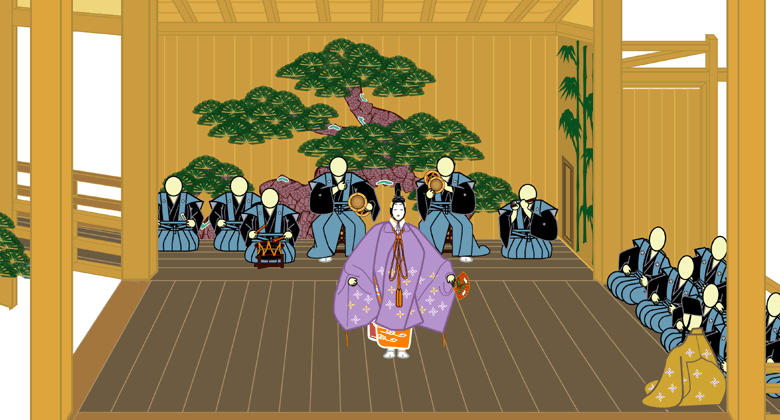
能的舞台。舞台中央的是主角（シテ），在最前方背向觀眾的是配角（ワキ）。配角旁邊的是合唱團（地謡），主角後面是樂師團（囃子方，右起為笛、小鼓、大鼓、太鼓），輔佐員（後見）。

### 内容及名称
所謂的「能樂」（能楽）是「式三番」（神道教祭祀剧）、「能」（古典歌舞剧）以及「狂言」（古典滑稽剧，「能」的幕间休息时表演的一种短剧，为与在「能」中出现的「间狂言」区别，多称「本狂言」）的总称。这三种表演都是由能乐师（能演员、狂言演員及樂師）表演的传统戲劇，但是按照戏曲、戲劇技法和演員的不同又有所區別。廣義的「能」与「能乐」相通；狭义上則指「式三番」以及「能」。从中世纪以来長期被稱為「猿樂」、「申樂」、「猿（申）樂之能」，但從明治时代改称为「能乐」後，能樂就成為了一般的通稱。
以下針對能（狭义的能樂）作介紹。能是以主角演員的歌舞为中心，与伴奏之唱唸及奏樂所构成的音乐剧。演員使用面具是能的特征；能的面具稱為能面。戲劇的要素是由舞蹈（舞）、唱唸（谣）和奏樂（囃子）所構成。其中負責舞与谣等实际表演技巧的是主角（能的主角）、配角（能的配角）以及狂言演員（狂言方）；負責音乐伴奏的是樂師（囃方），由笛樂師（笛方）、小鼓樂師（小鼓方）、大鼓樂師（大鼓方）、太鼓樂師（太鼓方）组成。主角負責主導齊唱（地謡）以及演出進行的管理；演出進行由輔佐員執行。配角、樂師和狂言演員合称為三役。

### 舞
「舞」是能劇的主幹要素，這點由能劇的日語動詞不是用，而是即可見一斑。雖然定義上, 在能劇中存在著明確的舞蹈部分（クセ、舞、キリ）和演劇部分（由「仕草」、「所作」等動作所構成），但實際上，後者也定有各式各樣的「型」，因此“所作”在定義上雖是由抽象的、象徵性的動作所組成，但廣義上也能視為舞蹈的一部份。也就是說，「舞」的要素亦可泛指在能劇中以身體各部份所表現、詮釋出的一切動作。
能舞的特徵為於圓形運動中，使用著極端的摺足（摺り足）與獨特身體準備姿勢（構え）之技術手法。上述「摺り足」與「構え」不僅在能的舞蹈部分使用，在能的戲劇的部份也被使用。摺足是一種足底緊貼舞台面，不舉起腳踝部份的特殊運步法（此種運步法特別被稱為運步〔ハコビ〕）。為了要能圓滑地使用此種運步法，必須採取膝蓋彎曲身體重心落在下半身的姿勢，這種身體準備姿勢就是所謂的「構え」。演員藉由運步（ハコビ）和準備姿勢（構え）兩種技法將自身身體造型，並由此表現出能舞蹈中具有詩學般官能之部分。
日文中「舞」這一詞主要是以能為中心的用語，但能的舞蹈從未稱為跳舞（踊り）。關於這個問題出現諸家說法：根據繼承柳田國男理論的渡邊保之論述，相對跳舞含有飛躍或是跳躍之意，「舞」這一詞具有「迴轉」（まわる）亦是圓形運動之意，這一點也被看作是能舞的特色。相對於在橫長形舞台上，正面面向觀眾演出的歌舞伎或是由歌舞伎衍生的「日本舞踊」而言，能裡面舞蹈所具有的特色為，在三面面對觀眾的正方形舞台上，演員一邊意識三方觀眾的視線，一邊做出劃圓般的動作為基本特點。
若是將能「舞」和「歌舞伎舞踏」、「日本舞蹈」作比較，能舞的特色是靜態的，一曲當中沒有甚大的緩急差異，身體在極度的緊張下呈現出彷彿如硬線條般的體態。此外和西歐的舞蹈芭蕾舞相比，能否定了藉由跳躍以企圖上天的動作，反而採取了重心向下全身呈現出堅實量感的動作。能全體的節奏（テンポ）比西歐諸般舞蹈緩慢，屬於靜態的節奏。從上可知，能舞不僅和西歐舞蹈相較下具有很大的差異性，此外和歌舞伎舞蹈、日本舞蹈相較下，也是含有相異的特質。

### 謠
能裡面以言語來表現所有的劇情部分稱為謠。也就是說戲曲自身，戲曲的詞章、科白被稱為謠同時，這些詞章、科白裡獨特的調子或是抑揚變化的部分（節）也被稱作謠。
能的戲曲裡，登場人物的科白之外，還包含了被稱作地謠的齊唱表現手法。地謠不僅是舞的部分所使用之背景唱曲，其使用的言語表現也還包含了登場人物的心理描寫或是情景描寫，後代的人形浄瑠璃和丸本歌舞伎等等裡也同樣繼承了這樣的表現手法。當中有很大的部分為使用著獨白或是敘述的手法。
謠分為沒有調子變化的台詞部分（コトバ）和有調子抑揚變化的部分（節）。台詞為科白，等同於對話，只有劇中演出者才能使用。有調子抑揚變化的部分（節），通常又被分為合拍（拍子合）和不合拍（拍子合ハズ）兩部分。若是單純從詞章的角度來看，這樣的區別是沒有意義的。所以只使用上述獨白或是敘述的表現來做分別。地謠一定只唱有有調子抑揚變化部分（節）的謠。若是說謠是屬於論理的、散文形式的對話，那麼，有調子抑揚變化的部分（節）的謠則是為將感情帶到高潮如同詩般的言語，基本上使用著美麗的文句和聽起來動人的音調變化作為主眼。實際上，在能裡面演出者若於劇中有對話的場合，一開始先使用科白做雙方對話，到了單方感情達到高潮的同時，中途就轉換為有抑揚變化的部分謠，這樣的轉變手法是很常見的。科白含有異於現代人通常對話感覺的抑揚。而且這樣的抑揚是以型的形式固定下來。也就是說能裡面所有言語的表現，要如何發話、歌唱都有預先固定好的樂譜作為標準。自然，也無法拿謠和現代新劇裡的台詞做比較。

### 囃子

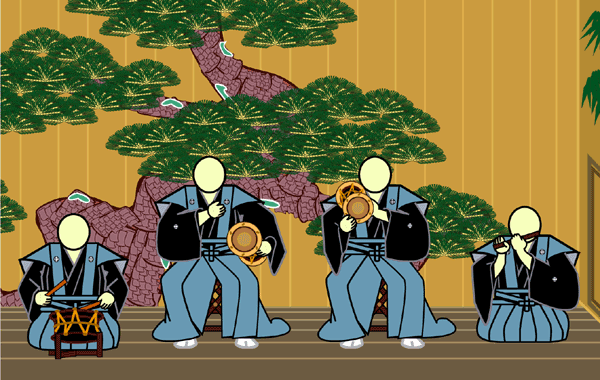
樂師團（囃子方）
右起為笛、小鼓、大鼓、太鼓。

能的音樂要素為謠和伴奏（囃子）所構成。在一曲當中複雜地組合了，只含有謠構成的場面、謠和伴奏一同演奏的場面、只含有伴奏的場面（大部分此時為主角シテ的舞）等三種場面。簡單而言，伴奏若是和謠一同演奏時，伴奏作為謠的音樂，發揮了輔助謠的功能（稱作「はやす」）。伴奏獨奏的場合，可以透過四種或是三種樂器緊密地演奏成為獨立的樂曲。
能剧的伴奏使用的乐器有笛（能管）、小鼓、大鼓（也称大皮）、太鼓（締太鼓）。也称为四拍子。演奏小鼓、大鼓、太鼓时也要吆喝。吆喝声是伴奏里重要的一部分，有固定的曲谱。
能管是竹制的横笛，有吹口和按孔（七个），表面涂漆。由于吹口和按孔间的管内嵌有被称为“喉”（ノド）的细竹，能发出篠笛等其他乐器无法达到的高音。作为四拍子中唯一的旋律乐器，在只有伴奏的舞蹈（序之舞、中之舞等）中发挥中流砥柱的作用。奏乐部分单独演奏时要和着拍子，但在与唱唸（谣）共同演出吹奏旋律时不和拍子。
小鼓是樱木制、沙漏型的鼓身，里外有两张皮革（马皮蒙在铁圈上），以麻绳拴住固定的乐器。演奏时左手提携麻绳，小鼓置于左肩，右手击打。根据麻绳的拧法、击打皮革的位置、击打力量的强弱，发出的声音可分为四种（チ、タ、プ、ポ）。演奏时常用往皮革上呵气，或者用唾液去浸湿里层皮革上贴着的调子纸（小片和纸）等方法来达到合适的湿度。

## 職掌分工

### 主角（、仕手）
主角シテ:能裡登場的人物中，跳主要舞的主人翁稱作シテ。シテ之意為仕手，執行主要工作的人，即是指跳主要舞的人。由於能裡面以主角シテ一人主義為重心，能並不著重全體描寫登場人物間的人際關係，而以主角所跳優雅的舞為鑑賞目的。所以三位配角及其他登場人物的主要功能為幫助、烘托主角的演技。能的演出之主催者為擔任主角的演員、三位配角是被邀請出演的，這種習慣本質上而言，是因能的藝術構造裡擁有上述的起源之故。
和主角有關的登場人物裡，主要有—從者（ツレ）、和故事內容不太有深度相關的人物—伴隨者（トモ）和伴隨者當中單純是以眾多人數登場的龍套角色—（立眾）。此外劇中兒童或是象徵非常高貴人物的角色均由兒童演員所扮演，日文叫做子方。在上述角色當中，從者在非常少數的作品中如“蟬丸”、“大原御幸”裡，會擔任和主角同格的重量演出，此時這樣的能稱作兩主角物（両ジテもの）。也有從者以下的角色不出現的能。以上所介紹的從者、伴隨者、立眾、子方均由專門擔任主角的演員來演出。

### 配角（、脇方）
ワキ:配角（脇方）的工作為在舞台上擔任主角的對手。若是主角為亡靈的情況下，主角對現世的執念和對成佛解脫的憧憬，均由配角擔任聽者，或是擔任其體現完成者。若是用形而上的說法來說，配角為主角舞的接受者。故而配角為僧侶的例子相當多。在能裡面一定會有配角的登場。但是如上所述，配角的工作為擔任主角的接受者，所以在舞台上很少有華麗的動作演出。所以就如同「擔任配角的僧人看似想要菸草盆」「ワキ僧は煙草盆でもほしげなり」一般古川柳的說法，配角的工作主為在舞台上座著。雖然有時常常成為被揶揄的對象，但是不用說配角是能裡面不可缺少的要素。配角的從者稱為脇從者（ワキヅレ）。在很多情況下，其作用類似主角裡的伴隨者，不等同實際上脇從者的意味。配角和脇從者由擔任配角的演員演出。若是將主角和配角的演出風格相比，一般的說法是配角的藝風屬於剛直、硬派的類型。
配角本來為“脇的仕手”「脇のシテ」的略稱。以前是沒有主角、配角的分別的。一座劇團裡排名第二的演員，或是擔任排名第一演員（稱作太夫）的輔佐演員（後見役）都被稱作脇，他們為了能夠執行類似音樂監督的工作才由此產生所謂配角（脇役）。中世期、配角也擔任地謠的統率者，由此影響下即使進入主角和配角開始分工的江戶時代，地謠由配角擔任的情況也是不勝枚舉。隨著時代變化，經歷了配角和主角交替分工，或是在過渡期擔任所謂的專門地謠方等等變遷，現在固定擔任主角的演員其流派或是其家庭出身，也有不少早期是擔任地謠方、或是配角工作的。

### 狂言演員（狂言方）
在舞台上充滿緊張感的能，與擁有輕鬆愉快感的狂言，是完全相異的兩種表演。兩者交互於同舞台演出，可以說是引出了彼此的美感。狂言的演出者稱為狂言方。狂言方是演出狂言的人，有需要时，通常是以寺男為職務，在能劇中登場，向观众以较浅白的语言解释剧情。有時也會演出能劇中的片段，這被稱為「間狂言」。而在幕間休息時的滑稽短劇表演被稱為「本狂言」。可以說是連接演出的工作。在“式三番”中也担任“三番叟”（大藏流称“三番三”）的演出，為對狂言方而言重要的工作。

### 樂師（）
「能」的音樂是由笛、小鼓、大鼓、太鼓四種樂器來演奏的。各個樂器由各自的人所負責。這四種樂器奏者總稱為囃子方。囃子方也同樣是和主角的地謡一樣描繪著主角的心情和情景，特別是擔當著主角的舞踏時重要的所作表演。樂器因為有四種，音節雖簡單但皆豐富而有魅力，充滿著靈魂力。狂言也有一部份使用著伴奏。

## 戲曲

### 五番立
过往经常将式三番、能与狂言放在一起演出一整天，叫做“五番立”。顺序如下：
- 式三番，也稱「翁」最初由三个部分组成：“父尉”（ちちのじょう，近代省略）、由仕手主演的“翁”（おきな）和由狂言方主演的“三番叟”（さんばそう），故得名。由于融入神道教祈求天下太平、五谷丰登的元素，被安排作为五番立首个演出项目。
- 胁能（神事物），第一部能（序），以神祇为主角。
- 胁狂言，第一部狂言。
- 修罗物，第二部能（破-序），以战死的武士为主角。
- 第二部狂言。
- 鬘能（鬘物），第三部能（破-破），以女子为主角。
- 第三部狂言。
- 杂能（狂女物、现在物），第四部能（破-急），内容多样化。
- 止狂言，第四部狂言，为整个五番立结束做准备。
- 切能（鬼畜物），第五部能（急，最后一部），以鬼、天狗等为主角。

现今为了节省时间，经常只演出一两部能，又或者中间夹入一部狂言，加起来约两三个小时。但“五番立”的顺序，与各个能剧的剧情，甚至各个角色的举手投足一样，都遵从着传统“序破急”的概念，因此仍受到行内重视。

## 舞台機構

### 能舞台

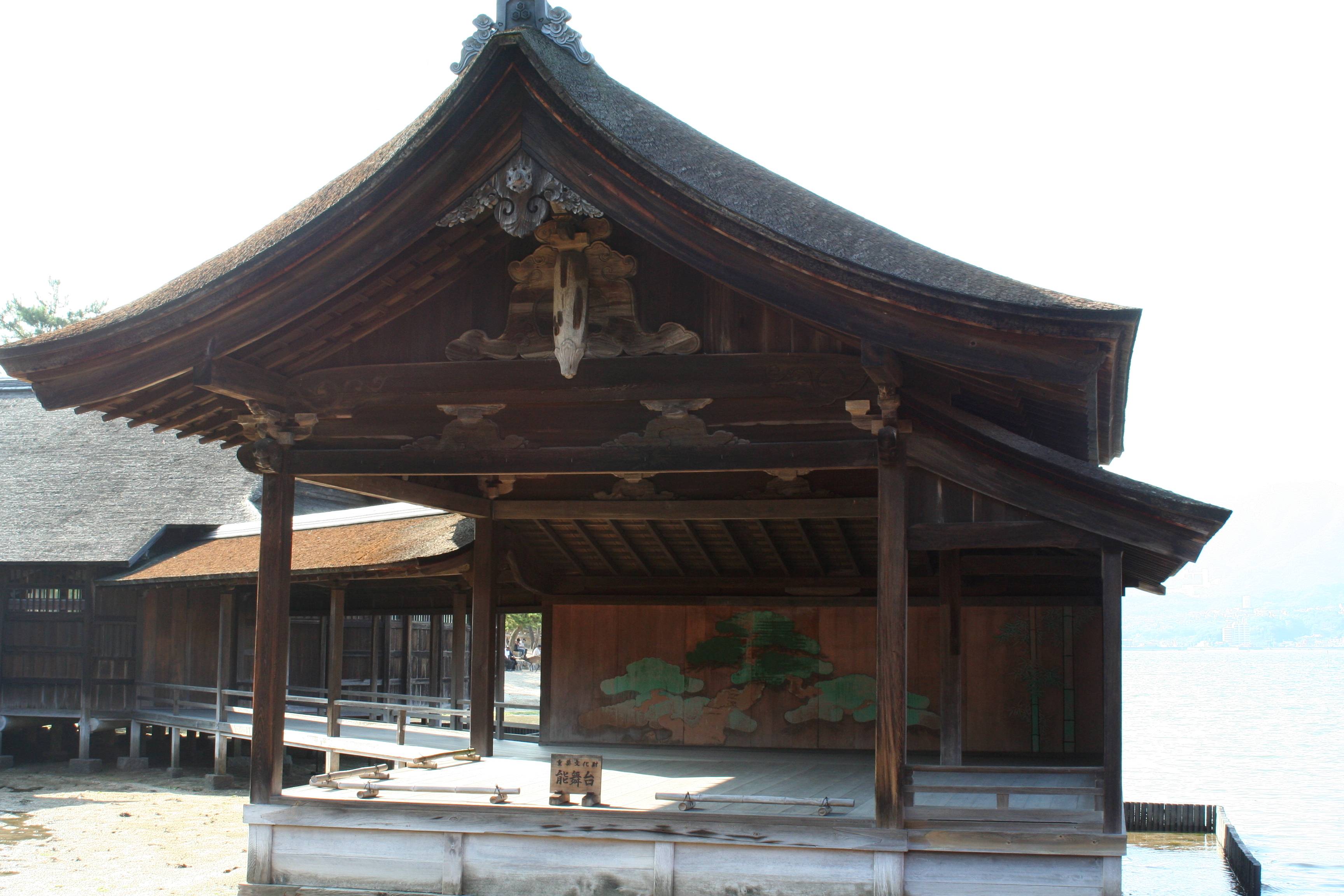
室外能舞台——严岛神社的能舞台

能舞台可分室外和室内两种形式。不论室内外都有其固定的建筑形式。
舞台
在特殊構造之中有著「屋頂（屋根）」和「4根柱子（４本の柱）」為最大的特徵。建築物當中一定會有附著屋頂的舞台。這是原本能舞台在野外時的樣式，所以四根柱子跟屋頂變成了重要的代表。
四根柱子當然是用來支撐屋頂的，除此之外沒有別的。被稱為「本舞台」做出三個四方型的空間，讓各個面的人都可以觀賞到表演。屋頂上放置回音板，且適度的照明裝置，都是不可欠缺的。
畫著松樹的背景叫做「鏡板（かがみいた）」。在依照野外是以實際的老松樹為背景而製作。鏡版又稱為「松羽目」，歌舞伎甚至從能取得的曲目叫做「松羽目もの」。
幕和舞台連接的部份叫做「橋掛かり」，不只是單純的通道也做為各式各樣的空間，房子的外面和裡面、很遠的地方、這個世界和另一個世界等等。

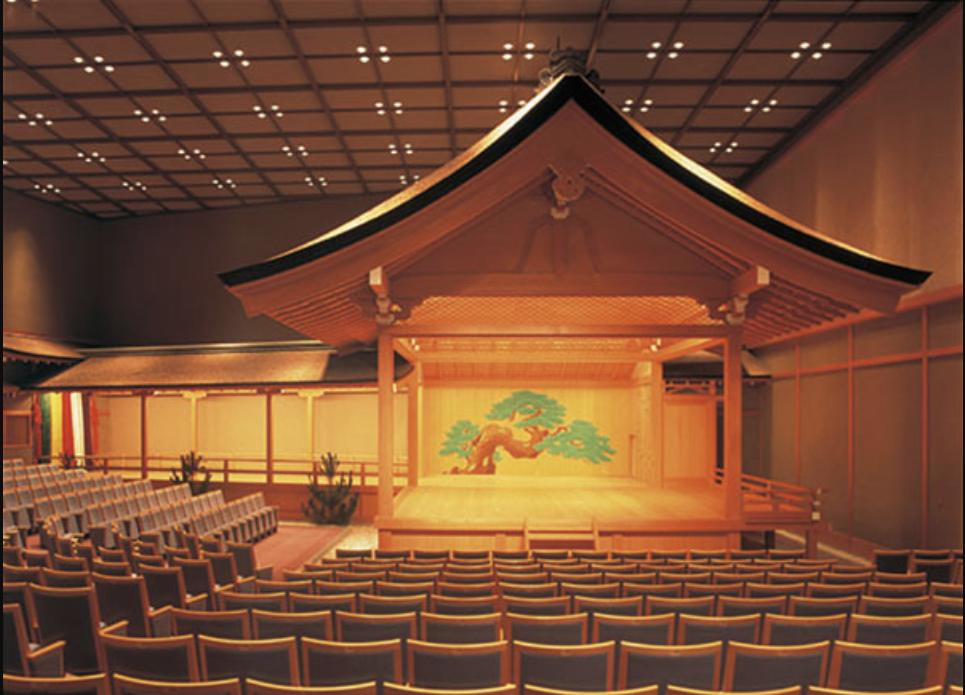
室内能舞台——能乐堂

「橋掛かり」的附近有三株松樹，演出的時候變成目標也變成景點，把遠近感顯示出來。
舞台的周圍有著「白洲」。這個是從以前在野外舉行表演時舞台的周圍鋪著玉石，考慮到藉著太陽光的反射來代替照明。現在只是留有這個名字，形式性的鋪著。
能舞台沒有緞帳，觀眾圍在突出來的舞台的周圍，沒有使用麥克風等等的音響和舞台裝置、照明的變化，真正地使舞台和所見的成為一體的「能的世界」。
观众席

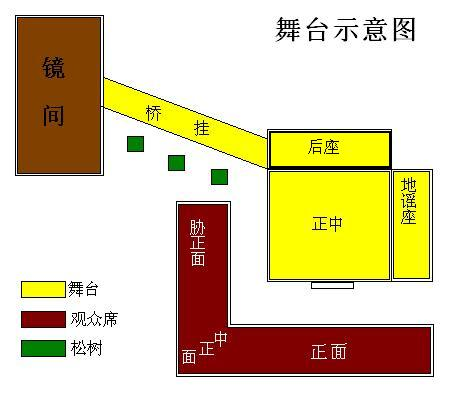
舞台示意图

能的觀眾席分為正面、脇正面、中正面與地裏四個區域。正面指的是正對鏡板的位置；脇正面指的是橋掛側邊，正對地謠座的位置；中正面指的是正面與脇正面之間，朝向目付柱的位置；地裏指的是地謠座背後，與脇正面相對的位置。觀眾席的四個區域環繞著舞台的三個面。到了昭和時代，能樂堂的地裏遭到廢止，現在能樂堂的觀眾席只有正面、脇正面、中正面三區。

### 裏舞台
通常舞台的後面就是休息室。在靠近幕的地方，主角、配角、狂言師和樂師大概都已經決定了。只不過不是個別的休息室，各個演員互相交換意見，使舞台順利進行的休息室。幕的旁邊就有「鏡間」，能開始前對於演出者的精神和服裝、面具等做最後的整理。樂師也要對樂器的状況做整理，能劇的型式是從樂師的信號開始。

### 能面
能中所使用的面具稱為能面（能面：、面），種類繁多，分為鬼神、老人、男、女、靈五大類。不戴面具演出稱為直面（ひためん），除了代表以演員真實的臉示人之外，亦有以臉為面具的意味。
「面」分為四大類：
- 老體、女體、男體
  - 老體：代表老年男性－「尉」。
  - 女體：代表老年及年輕的女性。
  - 男體：代表少年至壯年的男性。
- 異相
  - 異相老體：代表老年的神或怨靈。

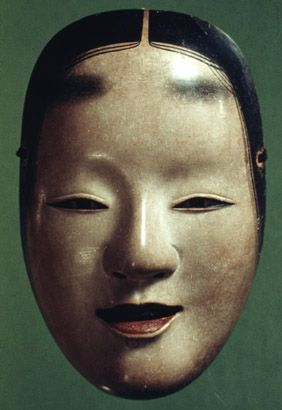
能面具。本圖為女性角色之一種。

  - 異相女體：代表女性因含恨含悲化身成蛇的樣貌。
  - 異相男體：代表天狗、神靈、惡獸、鬼畜。
- 畜類、佛體、翁面
  - 畜類：代表動物，例如狐。
  - 佛體：代表神佛。
  - 翁面：代表御神體－「翁」。
- 狂言面：狂言所使用的面具。狂言較少戴面具演出，面具主要使用在動、植物及鬼神等特殊角色上。

### 服裝（）
服裝也是一項樣式化的元素，使用方法受到嚴格的規定。以顏色為例，白色代表高貴、紅色代表年輕女性。
服裝分為四大類：
- 著付類：穿著於上衣之下的衣服，即內衣。
  - 摺箔
  - 白綾
  - 縫箔
  - 熨斗目
  - 厚板
- 上著類：穿著在著付之上的衣服，即上衣。
  - 唐織
  - 長絹
  - 水衣
  - 素袍
  - 狩衣
  - 法被
  - 側次
- 袴類：穿著於下半身的衣服，即褲。
  - 大口
  - 半切
  - 指貫
- 帶類：髮帶與腰帶。
  - 鬘帶
  - 鉢卷
  - 腰帶

### 道具（）
能和狂言並不使用大的道具。山、房子、船甚至於樹木等依據著故事的發展，除非必要就使用簡單的組合來表示，這個就叫做「作り物」。
「作り物」也有和「小道具」做出區別。不單單只是做出一件物品，而是將骨架的組合起來，平常則是拆解零件以便保存。在以前有專門「作り物方」的職務，但現在則由シテ方來擔當。對各個流派來說也有微妙的不同之處。以下對代表性的作り物來做介紹。
o	舞臺面-房子、船、樹木等
o	輔助-鏡、桶、釣竿等
o	其他-星羅萬象等

## 歷史

### 起源
虽然关于能的准确起源并不清楚，但是7世纪时从中国传入的日本最古老的舞台艺术伎乐，和奈良时代同樣传自中國的散乐被认为有可能是其开端。散乐最初与雅樂一同受到了朝廷的保护，但是很快在民间传播开来，与古老的民间技艺相结合，发展成为以模仿等为主要形式、滑稽搞笑的表演技艺及短剧。此后就被称为猿乐，成为现在的能剧的原型。
另一方面，从平安时代中期开始，以神道的宗教仪式为起源的田乐和在佛教寺院举行的延年等演艺也在兴起和发展。其演员原本是农民和僧侣，平安末期出现了专业的演艺团体。

### 明治時代
第15代江戶幕府將軍德川慶喜大政奉還，自此江戶幕府結束，猿樂也面臨了危機。
於是其名稱由猿樂改稱為能，以圖存續。

## 夢幻能與現在能
夢幻能是以幽魂為主角的能劇、其主要結構如下：一個旅人拜訪名勝古蹟，這旅人由配角（ワキ）來演。這配角由於是現實人物，所以不戴面具，他的動作很少，但是對醞釀戲劇的氣氛非常重要。接著，當地人出現，這當地人由主角（シテ）來飾演。主角在戲劇中出現兩次，第一次出現時稱為「前主角（前シテ）」，第二次出現時稱為「後主角（後シテ）」。由前主角飾演的當地人開始介紹當地的傳説，然後説:「其實，我就是這故事中某某人的幽魂。」説完後，主角消失（從通道離開）。接著，另一個當地人出現，此人由過渡角色來飾演，他的目的是讓主角有時間更換裝扮。這過渡角色將剛才的傳説與幽魂介紹的更詳細後離開。而後旅人在等待中，「後主角」以往昔存活時的裝扮出現，他敘述著過去的種種回憶，並以舞蹈來演出。最後，天亮了，幽魂也跟著消失，原來這一切都是旅人的一場夢。夢幻能相對的是「現在能」。現在能的主角都是活著的人相較於「夢幻能」墜入時空，緩緩敘述過往，「現在能」劇情則在現實時間中進行，登場人物幾乎全是現世的人。在「現在能」中，雖也以主角的戲為主，但其中也有以主角和配角對立展開的劇情及想像氣氛的劇情等，內容十分豐富。角色登場以及起舞的前後也有前、後場之分，和夢幻能相似處頗多，但曲目數量較「夢幻能」少，且形式上較「夢幻能」自然。

## 流派
- 主角

觀世流、寶生流、金剛流、金春流、喜多流
- 配角

高安流、宝生流、福王流
進藤流、春藤流（於明治時代廢絕）
- 笛樂師（笛方）

一噌流、森田流、藤田流
春日流（於明治時代廢絕）
- 小鼓樂師（小鼓方）

幸流、幸清流、大倉流、觀世流
- 大鼓樂師（大鼓方）

葛野流、高安流、石井流、大倉流、觀世流
金春流（於明治時代廢絕）
- 太鼓樂師（太鼓方）

金春流、觀世流
威徳流（於明治時代廢絕）
- 狂言演員（狂言方）

大藏流、和泉流
鷺流（於明治時代廢絕）

### 江戶時代的座付制度
- 觀世流

配角　進藤流、福王流
笛　　森田流、春日流
小鼓　觀世流、幸清流
大鼓　葛野流、
太鼓　觀世流
狂言　鷺流
- 寶生流

配角　寶生流
笛　　一噌流
小鼓　幸流
大鼓　觀世流寶生鍊三郎派
太鼓　威德流
狂言　大藏流大藏彌太夫派
- 金剛流

配角　高安流
笛　　春日流長命清左衛門派
大鼓　高安流
狂言　大藏流大藏八右衛門派
- 金春流

配角　春藤流
小鼓　幸流、大倉流
大鼓　大倉流、金春三郎右衛門流
太鼓　金春流、金春三郎右衛門流
狂言　大藏流

### 觀世流
始祖為觀阿彌。其子世阿彌受到足利義滿的寵愛，是能的集大成者。
現家元観世清和是第26代(觀世能樂堂)。
觀世流是5流（觀世流、寶生流、金剛流、金春流、喜多流)中最大的一家(主角（仕手；シテ方 ）
做為近代の名人，明治時期維持著美麗又艷麗的藝術風格。
因為是大流內部裡各別又有其細微的藝術風格的差距，蓋括性區分的話，是原宗家派和梅若派兩種。然而事實上這兩家的差距也比較大，因此戰後梅若派獨立的活動了。
作為流內的名門：本家是：觀世宗家、然後分家是：觀世鉄之丞家（鉄仙會主持）。另外分家是：觀世喜之家（矢来観世的九皐會主持），梅若六郎家 （本家）、梅和万三郎家（分家）、
江戶時候以來禁裏御用の能楽師而富盛名的片山九郎右衛門家.

### 寶生流
這是以觀阿彌之兄寶生太夫為祖的流派，在江戶時代為德川綱吉所特別愛好。

### 金春流
這是以聖德太子時代人物秦河勝為遠祖、家系地位相當古老的流派，受到安土桃山時代的豐臣秀吉所愛好。

### 金剛流
奉仕於法隆寺的猿樂座──坂戶座為其源流。

### 喜多流
江戶時代初期新興的流派，其祖是受到德川秀忠所愛好的喜多七太夫。

## 著作
1400年，世阿彌著《风姿花传》（又作花传书）。书中第一章“长年教学项目”（「年来稽古条々」）里有“不应忘记初衷”「初心忘れるべからず」和“一瞬间的花”「時分の花」等为人熟知的内容，其理论被评价为在现代也通用。内容里亦包含了观阿彌的观点。此后，作为世阿彌的花鏡、拾玉得花、申樂談義（口述）等研究为基础的理论16部集流传下来。

## 觀賞「能」

### 實際演出
與其他表演藝術一樣，現場看實際演出是最好的。在東京都，除了觀世流、寶生流、喜多流建有各自的能樂堂之外，在國立能樂堂可欣賞到包含金春流與金剛流、全部五個流派能的演出。且在大都市有能樂堂，可以就近接觸能。
即使在其他地區，也有於多目的場館或野外臨時搭設的能舞台演出能；觀賞能的機會絕不算少。此外也有像佐渡那樣的地域，雖非大都市，但能的歷史已深植於當地。在神社的樹林之中賞能也是很特別的。
在某些地區也可見到像黑川能那樣，非屬五個流派、鄉土色彩豐富的能。

### 廣播電視
NHK-FM以「能樂鑑賞」為名，每週播放能的節目。內容大多為素謠。此外在電視上也播放能。
SKY PerfecTV!（CS數位電視放送）的能的節目內容相當豐富，在「歌舞伎頻道」與「京都頻道」常播放能的錄影演出。

## 外部連結
- 社團法人 能樂協會 （页面存档备份，存于）　日文
- 能の誘い （页面存档备份，存于）　日文
- 鎌倉能舞台 （页面存档备份，存于）　日文
- 能是什麼 （页面存档备份，存于） 青空文庫中夢野久作的評論　日文
- 與能相遇 '97　日文
- 能面 長澤重春能面集 （页面存档备份，存于）　日文